# 練馬事件
練馬事件（ねりまじけん）またはI巡査殺害事件とは、1951年（昭和26年）12月26日に東京都練馬区で発生した現職の警察官が殺害され、拳銃が奪われた事件である。

## 事件の概要
当時の日本共産党は、所感派と国際派の分裂の末の第5回全国協議会を経て武装闘争方針を強め激しい活動を展開していた。一方練馬区旭町所在の小田原製紙東京工場では、賃上げと労働協定の締結を巡って組合と会社が対立していたうえに、組合もストライキの是非を巡って共産党が指導する過激な第一組合と穏健派の第二組合に分裂しており、抗争が繰り広げられていた。
練馬警察署旭町駐在所のI巡査（当時33歳）は情報収集のために同工場組合に出入りし、組合間の暴行傷害事件などを調査していた。これに反感を抱いた組合員は、「Iポリ公、我々の力をおぼえておけ」「Iに引導を渡せ」「畳の上では死なせないぞ」などとビラを撒いたり連日駐在所に抗議するなどの威圧行動をとった。
1951年12月26日午後10時20分頃、警視庁練馬警察署旭町駐在所に若い男が「今、小田原製紙の横に人が倒れているからすぐ来てもらいたい」とI巡査を誘い出し、それ以来巡査からの連絡が途絶えた。3時間経っても連絡が無い事を不審に思った巡査の妻が旭町駐在所から最寄の田柄駐在所に連絡し警察官と共にI巡査の行方を追ったところ、翌朝7時頃に旭町の畑道の脇で撲殺されているI巡査が発見された。
仰向けに倒れた遺体には顔や頭部に集中して十数箇所の傷があり、所持していた拳銃（実包6発入り）は奪われていた。現場付近の麦畑にはマフラーや帽子が散乱し、格闘の形跡や足跡が多数残され、角棒・丸棒・竹、そして人血らしいものが付着した古鉄管などが発見された。
警察は、同巡査が管内の製紙会社における労働争議の際に組合員の不法行為に対する検挙をおこなったことへの報復だと考え、首謀者と目された日本共産党北部地区軍事委員長・同党成増細胞責任者や製紙工場組合関係者らを逮捕した。逮捕者の自供により、日本共産党成増地区委員らを新たに逮捕して調書が作成された。
東京地方検察庁は、「工場に出入りするI巡査は素行が悪くて、労組員は反感を抱いていたが、日ごろ巡査が会社幹部と結託して争議を弾圧する権力機関の末端だとして労組から恨まれていた」ことを背景とした「日本共産党の計画的行動」と断定。事前に襲撃・殴打・拳銃強盗の犯行を打ち合わせて役割を決めたうえで誘い出したI巡査を襲ったとして、強盗致死罪・傷害致死罪・暴力行為処罰法違反で11人を起訴。巡査殺害の謀議は「一時に一ヶ所でまとまったものではなく、数人ずつ数ヵ所で順次行われた」（順次共謀）とした。
1953年4月14日、東京地方裁判所は強盗致死罪を否定した上で傷害致死罪を適用し、拳銃を奪った1人の窃盗と判断し、被告人のうち5人に懲役3年から5年の実刑判決（首謀者は懲役5年）、5人に懲役2年6ヶ月から懲役3年・執行猶予4年の有罪判決、1人に無罪判決を言い渡した。これに対し、検察・弁護側双方が有罪判決を受けた10被告について控訴した。
1953年12月26日、東京高等裁判所は一審判決を支持し検察・弁護双方の控訴をいずれも棄却する判決を出した。ここで被告たちは「聞くに耐えない」「われわれの意見を聞け」などと裁判長席に詰め寄り谷中董裁判長が被告全員の退廷命令を出す騒動があった。
有罪判決を受けた10人の被告人はさらに上告したが、1958年5月28日最高裁判所は上告棄却を言い渡し、刑が確定した（判例テンプレート参照）。

## 判例
裁判では検察が主張する順次共謀に対して共謀共同正犯が適用されるかが一つの争点となっていたが、最高裁はこれを認める判断を下した。この判例は共謀共同正犯の代表的判例として位置づけられている。